# ناحية ذيبان
ناحية ذيبان إحدى نواحي سوريا تتبع إداريّاً لمحافظة دير الزور منطقة الميادين ومركزها مدينة ذيبان، بلغ تعداد سكان الناحية 65,079 نسمة حسب التعداد السكاني لعام 2004.

## بلدات وقرى ناحية ذيبان
أبو حردوب، درنج، الجرذي الشرقي، الحوايج، حاوي ذيبان، الكرامة، الرغيب، سويدان جزيرة، الطيانة، ذيبان.